# 中国女排黄金一代
中國女排在袁偉民的指導下，在80年代開始騰飛。
1981年，第3屆世界盃在日本舉行，比賽採用單循環制，經過了七輪二十八場比賽，中國女排以七戰全勝姿態，壓倒衛冕的主辦國日本，獲得冠軍，成為中國在三大球運動（足球、籃球、排球）隊伍中的首個世界冠軍。 袁偉民、孫晉芳、郎平等分獲最佳教練、二傳和優秀球員等獎項。 是次比賽，最經典的一場是對蘇聯女排贏盤數3比0（局分為15-4, 16-14, 15-0），末局更令對手不能拿到一分，這個戰果剛好是1978年第8屆世界排球錦標賽中蘇聯女排擊敗中國女排的比分。
1982年，中國女排參加在秘魯舉行的第9屆世界排球錦標賽，初賽對美國隊曾以盤數零比三落敗，更一度陷入出線危機，主教練袁偉民果斷起用年輕隊員梁艷、鄭美珠替下周曉蘭、陳招娣，結果中國女排以3比0輕取古巴，贏得了扭轉戰局的關鍵一役。中國女排接連以盤數三比零直落擊敗匈牙利、古巴、蘇聯和等球隊之後，奪得半决赛席位。在四強賽中，中國女排又以盤數三比零直落擊敗勁旅日本，而勁敵美國隊則意外地被東道主秘魯隊淘汰。最終，中國女排在決賽以直落三局輕取主辦國秘魯，首次獲得世界女排錦標賽冠軍。
儘管在1983年的亞洲錦標賽決賽敗於日本，進入調整期的中國女排仍是洛杉矶奥运会的奪標熱門。1984年，中國女排參加在洛杉磯舉行的洛杉矶奥运会，雖然中國女排又在分組賽被宿敵美國隊擊敗，其後卻越戰越勇，最終，中國女排在決賽以直落三局輕取主辦國美國，報卻分組賽一敗之仇，並首次獲得奧運金牌，同時亦成爲女子排球三連冠。

### 三大賽榮譽
| 年份   | 世界大賽                 | 主辦國       |
| ------ | ------------------------ | ------------ |
| 1981年 | 第3屆世界盃冠軍          | 日本         |
| 1982年 | 第9屆世界女排錦標賽冠軍  | 秘魯         |
| 1984年 | 洛杉磯奧運會冠軍         | 美国         |
| 1985年 | 第4屆世界盃冠軍          | 日本         |
| 1986年 | 第10屆世界女排錦標賽冠軍 | 捷克斯洛伐克 |
| 1988年 | 汉城奧運會季軍           | 大韓民國     |
| 1990年 | 第11屆世界女排錦標賽亞軍 | 中国         |